# FDP-Bundesparteitag 1964
Koordinaten: 51° 25′ 59″ N, 6° 46′ 16″ O

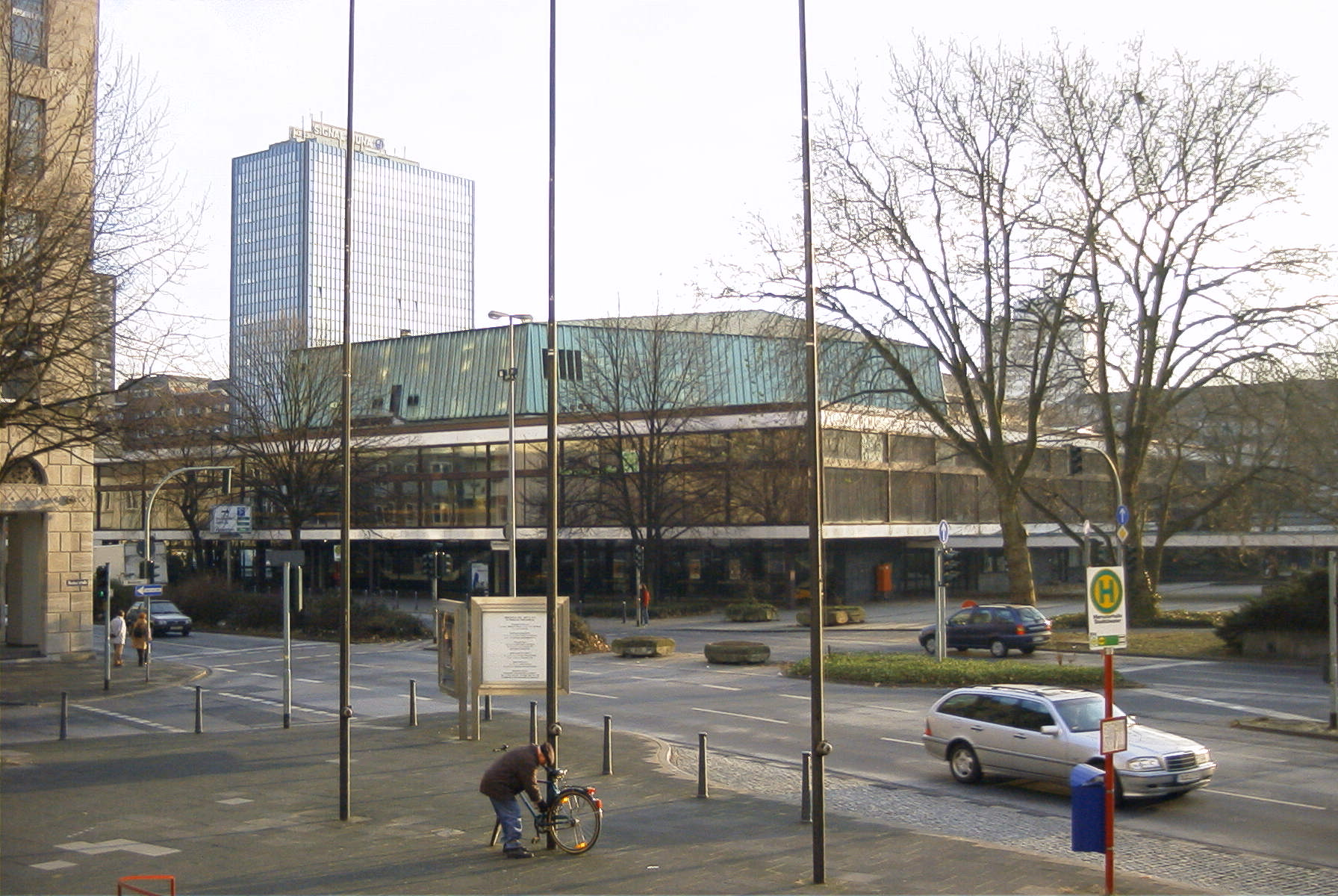
Die alte Mercatorhalle in Duisburg, Landfermannstraße, 2002

Den Bundesparteitag der FDP 1964 hielt die FDP vom 1. bis 3. Juni 1964 in Duisburg ab. Es handelte sich um den 15. ordentlichen Bundesparteitag der FDP in der Bundesrepublik Deutschland. Der Parteitag fand in der Mercatorhalle statt.

## Verlauf
Auf dem Parteitag wurde Erich Mende als Bundesvorsitzender bestätigt. Der Parteitag stand unter dem Leitwort „Freiheit – Zukunft – FDP“. Als Hauptredner sprach Mende über Fragen der Deutschland- und Außenpolitik. Der Fraktionsvorsitzende Knut von Kühlmann-Stumm erstattete einen Rechenschaftsbericht über die Arbeit der Bundestagsfraktion.

## Bundesvorstand
Dem Bundesvorstand gehörten nach der Neuwahl 1964 an:
| Vorsitzender                 | Erich Mende |
| Stellvertretende Vorsitzende | Willi Weyer, Ewald Bucher, Wolfgang Mischnick |
| Schatzmeister                | Hans Wolfgang Rubin |
| Beisitzer                    | Ernst Achenbach, Karl Atzenroth, Thomas Dehler, Jan Eilers, Walter Erbe, Liselotte Funcke, Hildegard Hamm-Brücher, Hans-Günter Hoppe, Eduard Leuze, Peter-Heinz Müller-Link, Heinz Starke, Fritz Wedel (bis 12/64), Reinhard Koch (ab 3/65), Siegfried Zoglmann |
| Vertreter der Landesverbände | Wolfgang Haußmann, Albrecht Haas, William Borm, Georg Borttscheller, Edgar Engelhard, Heinrich Kohl, Carlo Graaff, Josef Effertz, Fritz Glahn, Paul Simonis, Otto Eisenmann                                                                                     |
| Ehrenpräsidenten             | Marie-Elisabeth Lüders, Reinhold Maier |
| Mitglieder per Amt           | Rolf Dahlgrün, Knut von Kühlmann-Stumm, Hans Lenz, Walter Scheel |